# Augit

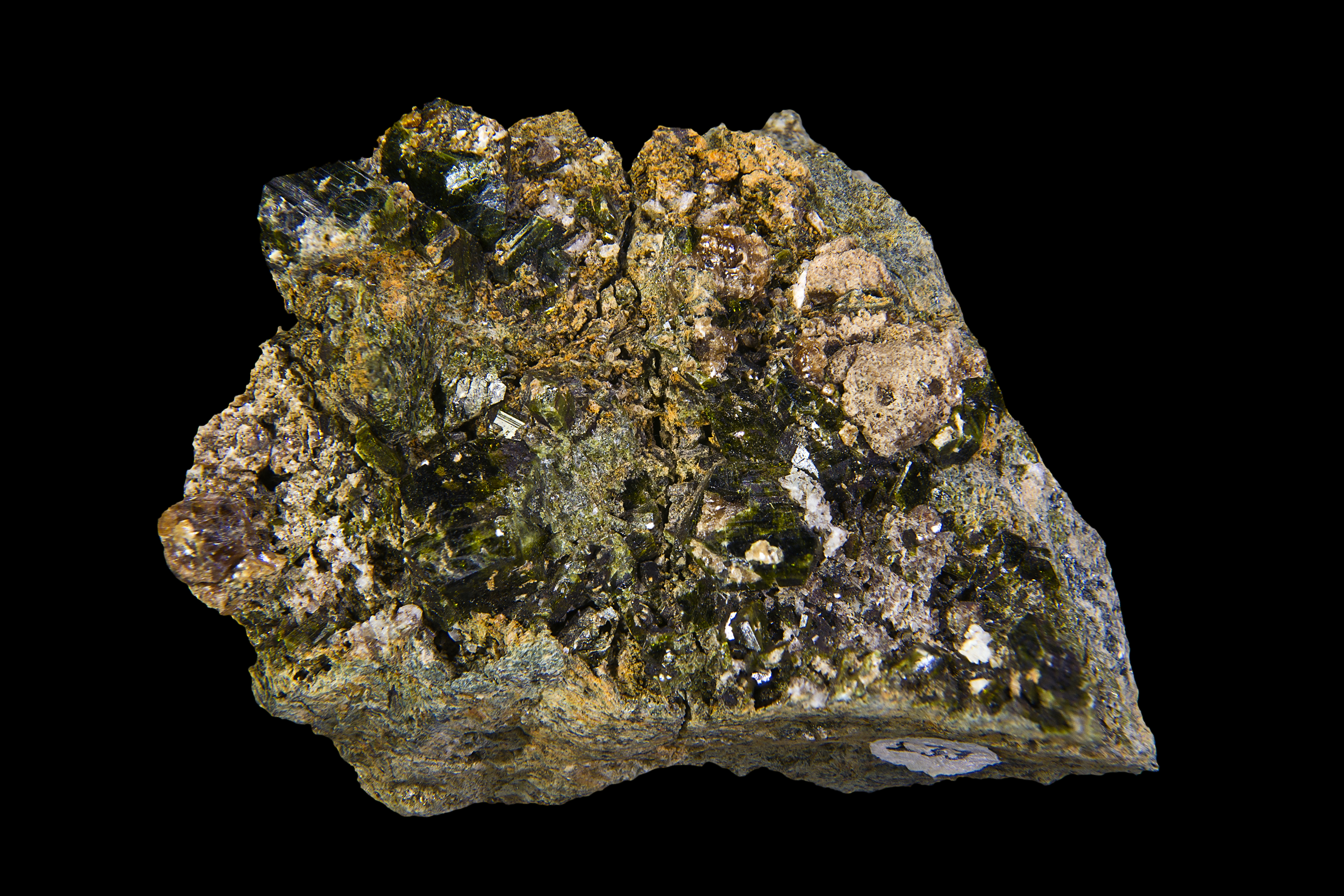

Augit – minerał z gromady krzemianów zaliczany do grupy piroksenów. Minerał pospolity i szeroko rozpowszechniony.
Nazwa pochodzi od gr. auge = blask i nawiązuje do silnego, szklistego połysku tego minerału.

## Właściwości
Tworzy skupienia ziarniste, zbite, impregnacje i pojedyncze, nieforemne ziarna. Jego kryształy są najczęściej krótkosłupowe o niemal kwadratowym lub ośmiokątnym obrysie. Często spotyka się zbliźniaczenia. Duże skupienia mają zazwyczaj kolor czarny, a małe zielonkawy do brązowego. Jest kruchy, przeświecający, tworzy kryształy mieszane z wieloma piroksenami. Niekiedy zawiera większe ilości pierwiastków np. tytanu (augit egirynowy), chromu (a. chromowy), żelaza (a. bazaltowy), magnezu (diallag), wapnia (fassait), manganu i niklu.
Wzór chemiczny podawany jest różnie:
- (Ca,Mg,Fe)
2Si
2O
6[2]
- (Ca
xMg
yFe
z)(Mg
y1Fe
z1)Si
2O
6

gdzie 0,4 ≤ x ≤ 0,9, x+y+z=1 i y1+z1=1
- (Ca,Na)(Al,Fe,Mg,Ti)(Al,Si)
2O
6[3]
- (Ca,Mg,Fe)
2Si
2O
6[4]
- (Ca
0,76FeII

0,22Na
0,02)(Al
0,05FeIII

0,04Mg
0,88Mn
0,01Ti
0,01)(Al
0,08Si
1,92)
2O
6 (augit z kompleksu Stillwater(inne języki) w USA)[5]
- (Ca
0,91FeII

0,04Na
0,07)(Al
0,04FeII

0,09FeIII

0,13Mg
0,66Ti
0,08)(Al
0,31Si
1,69)O
6 (augit ze Stöffel w Niemczech)[5]

## Występowanie
Szeroko rozpowszechniony składnik skał magmowych bogatych w magnez i żelazo (zasadowych). Okazy znajdowane są w skałach wulkanicznych (lawy Wezuwiusza). Obecny także w meteorytach. Towarzyszą mu najczęściej kalcyt, tytanit, fluorapatyt, epidot, haüyn, apatyt, magentyt, prehnit oraz hematyt.
Miejsca występowania: Niemcy – Kaiserstuh, Czechy – Boreslav, Francja – Owrenia, Włochy – wulkan Stromboli na Wyspach Liparyjskich.
Piękne kryształy znaleziono w skałach wulkanicznych jeziora Laacher w G. Eifel w Niemczech.
W Polsce występuje powszechnie na Dolnym Śląsku (w bazaltach, melafirach, diabazach i gabrach). Nawiercono go w okolicach Suwałk oraz na Wyżynie Krakowsko-Wieluńskiej (okolice Zawiercia, Myszkowa, Mrzygłodu).

## Zastosowanie
- ma znaczenie naukowe,
- poszukiwany, atrakcyjny i ceniony[przez kogo?] kamień kolekcjonerski.